# Liste des évêques de Charleston
 Liste des évêques de Charleston, dans l'État de la Caroline du Sud (États-Unis)
(Dioecesis Carolopolitana)
L'évêché de Charleston est créé le 11 juillet 1820, par détachement de l'archevêché de Baltimore.

## Sont évêques
- 11 juillet 1820-† 11 avril 1842 : John Ier England
- 28 novembre 1843-† 6 mars 1855 : Ignatius Reynolds (Ignatius Aloysius Reynolds)
- 6 mars 1855-11 décembre 1857 : siège vacant
- 11 décembre 1857-† 26 février 1882 : Patrick Lynch (Patrick Neeson Lynch)
- 27 janvier 1883-† 7 juin 1916 : Henry Northrop (Henry Pinckney Northrop)
- 7 décembre 1916-† 18 mars 1927 : William Russell (William Thomas B. Russell)
- 20 juin 1927-8 septembre 1949 : Emmet Walsh (Emmet Michaël Walsh)
- 28 janvier 1950-3 juillet 1958 : John II Russell (John Joyce Russell)
- 9 septembre 1958-19 février 1962 : Paul Hallinan (Paul John Hallinan)
- 6 juin 1962-5 septembre 1964 : Francis Reh (Francis Frédérick Reh)
- 12 décembre 1964-22 février 1990 : Ernest Unterkoefler (Ernest Léo Unterkoefler)
- 22 février 1990-12 juillet 1999 : David Thompson (David Bernard Thompson)
- 12 juillet 1999-14 août 2007 : Robert Ier Baker  (Robert Joseph Baker)
- 14 août 2007-24 janvier 2009 : siège vacant
- depuis le 24 janvier 2009 : Robert II Guglielmone (Robert Éric Guglielmone)

## Sources
- L'ANNUAIRE PONTIFICAL, sur le site http://www.catholic-hierarchy.org, à la page